# Colson Whitehead

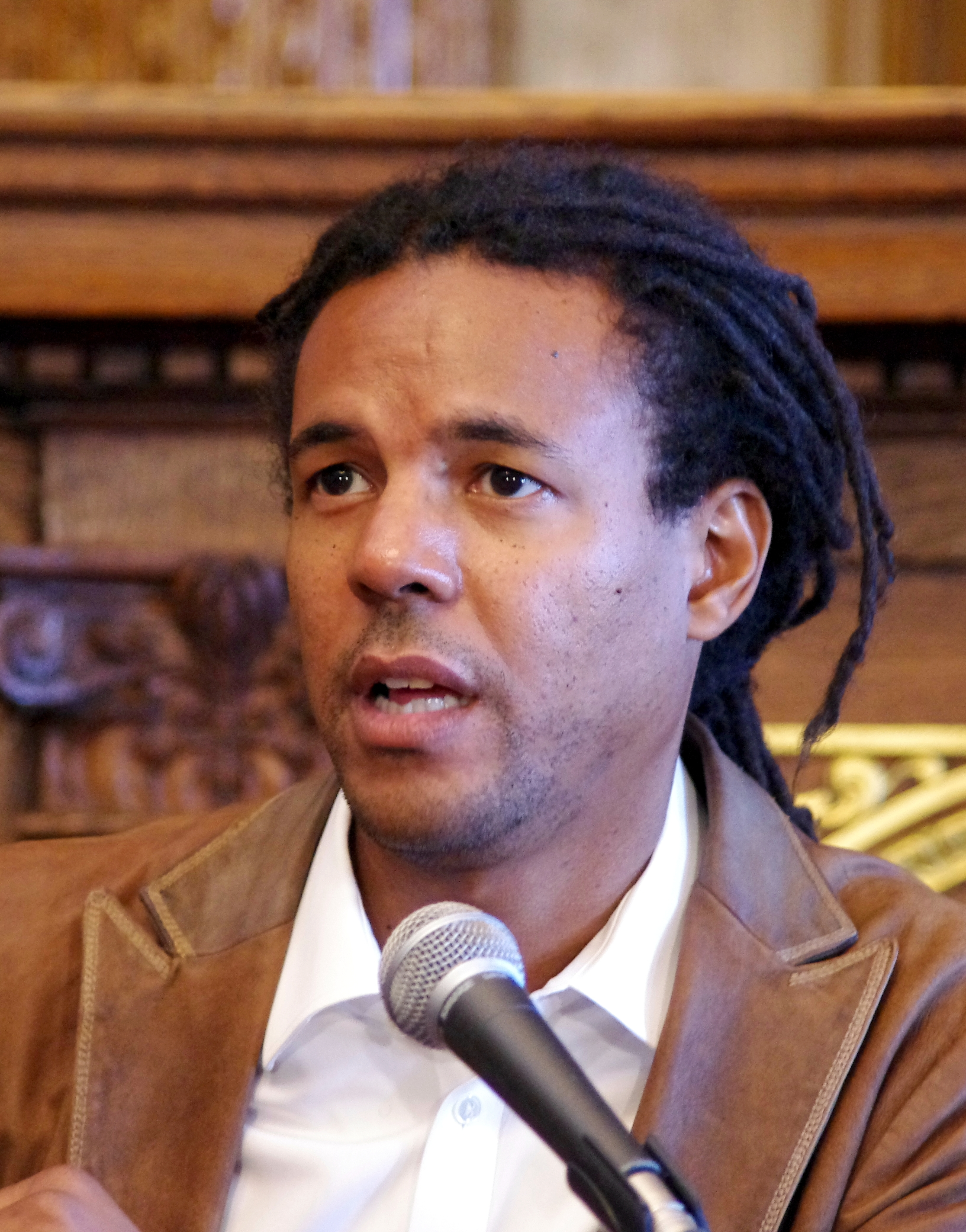
Colson Whitehead in 2011

Colson Whitehead (New York, 6 november 1969) is een Amerikaanse schrijver.

## Biografie, werk
Colson Whitehead is het derde kind van vier uit een New Yorkse familie. In 1991 studeerde hij af aan Harvard. Tussen 1994 en 1996 was hij recensent voor The Village Voice.
In 1999 begon Whitehead met het schrijven van boeken. Hij behandelt in zijn werk vooral Afro-Amerikaanse thema's die te maken hebben met gelijkberechtiging. Voor zijn roman The Underground Railroad (2016) kreeg hij de National Book Award (2016) en de Pulitzerprijs voor fictie (2017). Het boek verhaalt over twee slaven die, in een zoektocht naar vrijheid, via het netwerk van de Underground Railroad vanuit de Zuidelijke staten hun weg naar de Noordelijke staten proberen te vinden. Het was het lievelingsboek van president Obama. In 2020 ontving Whitehead andermaal de Pulitzerprijs voor fictie, deze keer voor The Nickel Boys (2019), over twee tieners die in de jaren 1960 op een tuchtschool in Florida zitten en hun poging daarvandaan te ontvluchten. Veel van zijn romans hebben hun wortels in historische feiten.
Whitehead was 22 januari 2017 te gast in het programma Buitenhof. Op 7 november 2021 was hij te zien in het VPRO boekenprogramma Brommer op zee en op 29 december 2021 in VPRO programma Wintergasten.

## Vertaalde romans
- 1999 The Intuitionist. Vertaald als De intuïtionist. Vertaald door Ella Aertsen. Uitgeverij Olympus, Amsterdam, 2018. ISBN 9789046706732
- 2001 John Henry Days. Vertaald als De John Henry Dagen. Vertaald door P. van den Hout en J. Meyknecht. Uitgeverij Contact, Amsterdam, 2004. ISBN 9789025418588
- 2006 Apex Hides the Hurt. Vertaald als Apex is een pleister op de wonde. Vertaald door Jan Fastenau. Uitgeverij Atlas Contact, Amsterdam, 2006. ISBN 9789025427474
- 2009 Sag Harbor. Vertaald als Sag Harbor. Vertaald door Theo Scholten. Uitgeverij Olympus, Amsterdam, 2009. ISBN 9789046706299
- 2016 The Underground Railroad. Vertaald als De ondergrondse spoorweg. Vertaald door Harm Damsma en Niek Miedema. Uitgeverij Atlas Contact, Amsterdam, 2017. ISBN 9789025452391
- 2019 The Nickel Boys. Vertaald als De jongens van Nickel. Vertaald door Harm Damsma en Niek Miedema. Uitgeverij Atlas Contact, Amsterdam, 2019. ISBN 9789025454579

## Eerbetoon
- 2002 - Genius Award van de MacArthur Foundation
- - nominatie PEN/Faulkner Award
- 2012 - John Dos Passos Prize
- 2016 - National Book Award[3]
- 2017 - Pulitzerprijs voor fictie
- 2017 - Andrew Carnegie Medals for Excellence in Fiction and Nonfiction
- 2017 - Arthur C. Clarke Award
- 2017 - nominatie Booker Prize
- 2018 - nominatie International IMPAC Dublin Literary Award
- 2020- Pulitzerprijs voor fictie voor The Nickel Boys[4]

## Verfilming
In 2024 verscheen de film Nickel Boys, gebaseerd op de roman The Nickel Boys (De jongens van Nickel).
- Bibsys: 11072843
- Bibliothèque nationale de France: cb14454813z (data)
- Catàleg d'autoritats de noms i títols de Catalunya: 981058524601106706
- CiNii: DA19048680
- Gemeinsame Normdatei: 121859606
- International Standard Name Identifier: 0000 0001 0912 8041
- Library of Congress Control Number: n98027019
- Nationale Bibliotheek van Letland: 000259806
- Bibliotheek van het Japanse parlement: 001280414
- Nationale Bibliotheek van Tsjechië: mub2016936361
- Nationale Bibliotheek van Israël: 987007526554305171
- Nationale Bibliotheek van Polen: a0000003645127
- Nationale en Universitaire bibliotheek Zagreb: 000718536
- Nederlandse Thesaurus van Auteursnamen: 172039576
- Réseau des bibliothèques de Suisse occidentale: 02-A009105233
- Istituto Centrale per il Catalogo Unico: RAVV218957
- Système universitaire de documentation: 069839190
- Virtual International Authority File: 69151887
- WorldCat: E39PBJp68X6QdXBrJRVxcdWCcP